# Екипа (филм)
Екипа је српски филм из 2019. године, редитеља Марка Сопића. Сценариста и продуцент филма је Раде Ћосић, који такође тумачи и улогу насловног јунака, Здравка Стевановића. Премијерно је приказан 23. октобра 2019. године у Сава центру.

## Радња
Након дербија, Здравко – звезда Партизана (Раде Ћосић), Kлупа који је његов брат од тетке, а уједно навијач Црвене звезде (Андрија Милошевић) и Стефке добар друг из детињства (Лазар Ђукић), наилазе на Италијанку, жену свачијег живота (Ивана Дудић). После луде вечери, они као екипа одлазе да врате дуг Скарету ловатору (Драган Јовановић), који већ годинама покушава да потпише уговор са Здравком. Он и даље одбија сарадњу, што екипи ствара велике проблеме – како да нађу паре за три дана и како да се ослободе чувеног преваранта Декија Бе-ем-веа (Милош Тимотијевић).

## Улоге
| Глумац             | Улога                       |
| ------------------ | --------------------------- |
| Раде Ћосић         | Здравко Стевановић          |
| Андрија Милошевић  | Клупа                       |
| Драган Јовановић   | Скаре                       |
| Срђан Тодоровић    | Хаџи                        |
| Сергеј Трифуновић  | Цале ајкула                 |
| Љубомир Бандовић   | тренер                      |
| Љиљана Стјепановић | Мерлинка                    |
| Ивана Дудић        | Италијанка                  |
| Анђела Јовановић   | Здравкова девојка           |
| Чарни Ђерић        |                             |
| Лазар Ђукић        | Стефке                      |
| Љубомир Николић    | Баџа                        |
| Слободан Нинковић  | Фудбалски коментатор (глас) |
| Никола Ристановски | Отац                        |
| Ратко Танкосић     |                             |
| Милош Тимотијевић  | Деки Бе-ем-ве               |
| Милица Томашевић   |                             |
| Филип Бегановић    |                             |
| Владимир Керкез    |                             |

| Глумац             | Улога |
| ------------------ | ----- |
| Дијана Чоловић     |       |
| Драган Ћирић       |       |
| Ђорђе Пантић       |       |
| Иван Томић         |       |
| Саша Илић          |       |
| Миша Тумбас        |       |
| Мирослав Вулићевић |       |
| Ђорђе Ивановић     |       |
| Зоран Тошић        |       |
| Филип Кљајић       |       |
| Лазар Павловић     |       |
| Филип Стевановић   |       |
| Ђорђе Јовановић    |       |
| Немања Р. Милетић  |       |
| Владимир Стојковић |       |
| Гелор Канга        |       |
| Мичел Доналд       |       |
| Дамијен Ле Талек   |       |
| Филип Стојковић    |       |
| Славољуб Срнић     |       |
| Вујадин Савић      |       |
| Ненад Крстичић     |       |
| Милан Борјан       |       |
| Марко Гобељић      |       |
| Душан Јованчић     |       |
| Радован Панков     |       |
| Марко Марин        |       |
| Перица Огњеновић   |       |
| Иван Ивановић Ђус  |       |